# Francisco del Castillo
Le Vénérable Francisco Rico y Morales del Castillo, né le 9 février 1615 à Lima (Pérou) et y décédé le  11 avril 1673, était un prêtre jésuite péruvien d’origine espagnole.
Prédicateur populaire et mystique, il est considéré comme l’apôtre de Lima. Son procès en béatification est en cours.

## Biographie

### Formation et études
Né le 9 février 1615, Francisco, d’origine modeste, étudie au collège jésuite Saint-Martin, à Lima, grâce à l’aide financière du doyen de la cathédrale de Lima, Don Juan de Cabrera. Le 31 décembre 1632 il entre au noviciat des Jésuites.
Après les premières années de formation spirituelle Francisco enseigne durant deux ans (1636-1638) au collège Saint-Martin puis fait ses études de philosophie (1638-1640) et de théologie (1640-1642) au collège Saint-Paul. Il est ordonné prêtre le 19 avril 1642 à Lima.

### Désir des missions indigènes
Del Castillo est volontaire pour la mission des Chiriguanos de Santa-Cruz (dans l’actuelle Bolivie), et il y est effectivement destiné (1644). Il se met immédiatement à l’étude de la langue guaranie avec le père Antonio Ruiz de Montoya. Cependant, le vice-roi du Pérou, Pedro Álvarez de Toledo y Leiva, demande au provincial des Jésuites que le père del Castillo accompagne son fils (Antonio Sebastián de Toledo) comme aumônier des troupes envoyées à Valdivia pour y combattre les Hollandais et y établir un fort. Le provincial ne peut qu’accéder aux souhaits du vice-roi.  
A son retour à Lima, le 6 mai 1645, le père del Castillo apprend que les Jésuites ont quitté la mission des Chiriguanos : y fonder des ‘réductions’ y semble irréalisable. 
Toujours attiré par les missions parmi les peuples indigènes del Castillo s’offre pour les missions du  Marañón ou de l’Amazonie. Il semble influencé par la lecture du livre de Cristóbal de Acuña Nuevo descubrimiento del gran Río de las Amazonas, paru en 1641. 
En fait le père del Castillo est asthmatique et, après son Troisième An (1645), c’est au collège Saint-Paul de Lima qu’il est envoyé pour y enseigner la classe de ‘Grammaire’ tout en s’occupant de l’animation spirituelle des élèves. Il est également responsable pastoral et aumônier des Noirs dans l’infirmerie du collège, de l’hôpital du Saint-Esprit et de Saint-Barthélemy et même du catéchisme des enfants et des Noirs du quartier Saint-Lazare de Lima. C’est dans toutes ces œuvres qu’il donnera sa mesure pour le reste de sa vie et acquerra le titre d’"apôtre de Lima". 

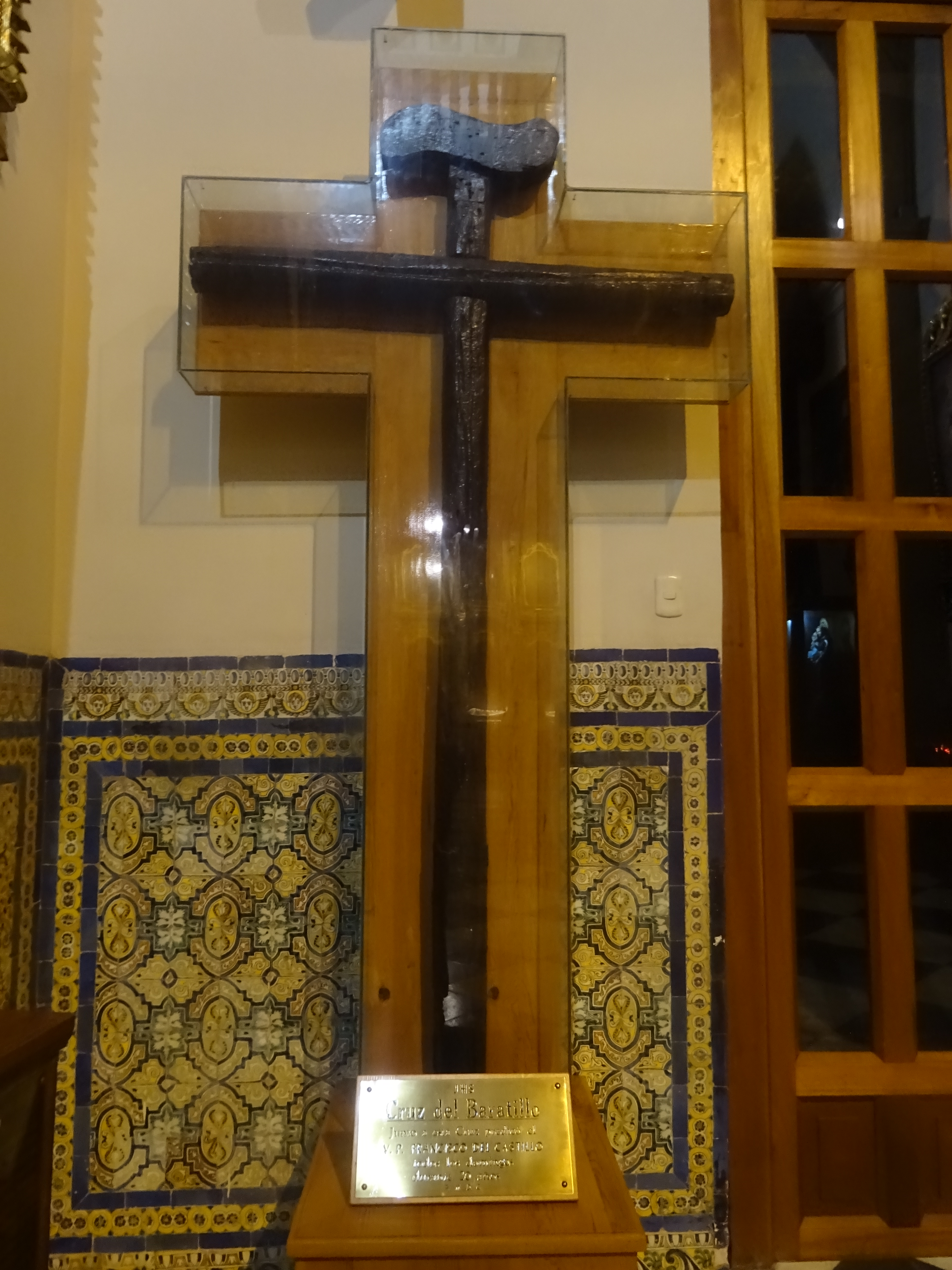
La 'Croix du Baratillo' qui accompagnait le père del Castillo lors de ses prédications publiques

### Prédicateur populaire de Lima
C’est à partir de 1648 que le père del Castillo commence son apostolat de prédication publique. Tous les dimanches et jours fériés, monté sur une table, il prêche sur la Plaza del Baratillo, dans le quartier de Saint-Lazare, à Lima. Sa prédication est simple. Elle rappelle celle de saint Jean-Baptiste : « Repentez-vous, le royaume de Dieu est proche », mais sa manière de faire étonne et attire les foules qui l’écoutent favorablement. Ces sermons deviendront une habitude qui durera vingt-cinq ans. Ils touchent les cœurs parce que sincères. Ils occasionnent des conversions telle celle de Francisco Camacho.  Le père del Castillo couvre tous les sujets du catéchisme, invitant ses auditeurs à vivre suivant les principes de l’Évangile et fréquenter les sacrements. En 1653 des artisans lui construisent une plate-forme fixe et abritée. Le 2 mars 1653 l’archevêque de Lima, Pedro de Villagómez, bénit la ‘Croix du Baratillo’ qui l’accompagne. 
A la fin de son prêche il a l’habitude de conduire la foule dans une chapelle proche dédiée à Notre-Dame pour y adorer le Saint-Sacrement.  En 1657 cette chapelle est offerte à la Compagnie de Jésus pour qu’il puisse y continuer son apostolat. Elle devient le centre de ses activités religieuses, sociales et caritatives. Comme Pierre Claver le père Del Castillo a un amour particulier pour les Noirs et les Indigènes. Il promeut parmi eux les sodalités mariales et groupes de prière (chaque groupe a son jour mensuel de communion eucharistique) de même que le catéchisme en quechua, espagnol et même en une langue africaine de l’Angola... Finalement son zèle englobe toutes les classes sociales et ses activités se diversifient : ouverture de l’école du saint crucifix de l’Agonie, une autre école pour les pauvres, une maison pour la réhabilitation des femmes égarées, l’hôpital des Bethléemites, etc. Le prédicateur est également  un réformateur social. Sa renommée s’étend et il est recherché comme conseiller ou directeur spirituel par des évêques et des autorités civiles. Toutes ces activités et œuvres lui acquièrent le titre populaire de ‘Apôtre de Lima’. C'est en écoutant un de ses sermons que François Camacho se convertit.

### Mystique
Sur ordre de ses supérieurs religieux le père del Castillo écrit son autobiographie spirituelle. Il est perçu comme mystique et plusieurs souhaitent s'inspirer de sa  prière, de ses dons mystiques et de sa dévotion envers la Vierge Marie. Il y fait référence à l'influence exercée sur lui par les pères Juan de Alloza, Pesafiel et surtout du père Ruiz de Montoya.
Au début d'avril 1673, le père Francisco del Castillo tombe malade. Ramené au collège Saint-Paul, il y meurt le 11 avril 1673, pleuré  par le peuple de Lima.

## Vénération
Sa réputation de sainteté fit que, avec l’ensemble des Jésuites de Lima (en congrégation provinciale) le provincial demanda dès 1677 l’ouverture de son procès en béatification. Le dossier est envoyé à Rome en 1685, soutenu par des lettres des plus hautes autorités ecclésiastiques et civiles du Pérou. Le processus, interrompu par la suppression de la Compagnie de Jésus (1773), ne reprit qu’en 1910. Depuis le 11 mai 2022, la phase diocésaine du procès est officiellement terminée. Le décret de validité du procès diocésain a été signé par le cardinal Marcello Semeraro.